# Thirteenth Step
| Recensione    | Giudizio |
| ------------- | -------- |
| AllMusic      |          |
| Ondarock      | 7.5/10   |
| Rolling Stone |          |

Thirteenth Step è il secondo album in studio del gruppo musicale statunitense A Perfect Circle, pubblicato il 16 settembre 2003 dalla Virgin Records.

## Antefatti
A differenza di quanto successo con l'album d'esordio Mer de Noms, dove tutto il materiale era già stato precedentemente composto dal chitarrista Billy Howerdel e solo successivamente rivisto con Maynard James Keenan, con Thirteenth Step gli A Perfect Circle si ritrovarono in studio senza nulla di prescritto, fatta eccezione per le tracce Vanishing, composta durante le registrazioni del disco precedente ma smarrita per errore e per questo ripresa proprio con un titolo tongue-in-cheek, e Weak and Powerless, rifacimento di un demo del 1999, originariamente scartato dal primo album. Non tutti i brani ebbero il contributo esclusivo di Howerdel e di Keenan: tra questi vi sono The Noose, dove la collaborazione di Danny Lohner ebbe un ruolo determinante, e The Nurse Who Loved Me, uno dei pochi brani all'interno della discografia del gruppo che non ha avuto il contributo di Howerdel, ma realizzato dai soli Keenan e Lohner presso l'home studio di Jon Brion.

La scrittura del disco iniziò nel 2001 mentre Keenan si trovava ancora in tournée con i Tool per promuovere Lateralus. Una delle prime sessioni creative si svolse presso i SIR Studios di Hollywood, dove, partendo da un riff ispirato da Hellbilly Deluxe, si gettarono le basi della traccia conclusiva Gravity. Ricordando questo rinnovato approccio, Howerdel ha successivamente dichiarato:
Una volta terminati gli impegni con i Tool, Keenan decise di dedicarsi esclusivamente a Thirteenth Step, ricongiungendosi al gruppo nel bel mezzo di un processo creativo imbastito da Howerdel che prevedeva in parte una riproposizione delle sonorità di Mer de Noms e dell'altra delle tracce più pesanti. La volontà di Keenan di ricercare d'altra parte un suono più evoluto e personale, che si distanziasse da quello dei Tool, spinse i due fondatori del gruppo spesso in conflitto, con gli altri membri a fare da mediatori. Oltre alle divergenze stilistiche, la realizzazione del disco fu messa a dura prova dall'abbandono della formazione da parte di Paz Lenchantin e Troy Van Leeuwen, sostituiti rispettivamente da Jeordie White (ex Marilyn Manson) e da James Iha (ex Smashing Pumpkins), anche se quest'ultimo non partecipò alle registrazioni.

## Tematiche
Thirteenth Step è un concept album che ripercorre la parte più oscura della psiche umana attraverso un viaggio in tutti gli aspetti della tossicodipendenza e del suo superamento, fin dal titolo riferendosi in particolare al programma dei dodici passi di Alcolisti Anonimi. A proposito di questo aspetto, all'interno del DVD dell'album di remix Amotion, Kennan ha spiegato:

Riguardo invece a chi è indirizzato l'album, il frontman ha dichiarato:
Keenan, non avendo mai lottato contro la dipendenza, ha trovato difficile raccontare quel tipo d'esperienza, decidendo di basarsi principalmente su ciò accaduto a persone a lui vicine come il cantante degli Alice in Chains Layne Staley, morto di overdose nel 2002.

## Stile musicale
Thirteenth Step rappresenta una netta evoluzione nelle sonorità degli A Perfect Circle. Totalmente al servizio delle atmosfere e tematiche del concept, diventano il simbolo della maturità e consapevolezza raggiunte dal gruppo, da questo momento in poi considerato come uno degli atti musicali alt rock più importanti della propria epoca. Rispetto al precedente, anche il paragone con i Tool viene meno, tranne per qualche strascico nel singolo The Outsider.
Particolarmente dinamiche e dalla vena dark, se da una parte alcune tracce ricordano da vicino l'hard rock marcatamente melodico che influenzò anche Mer de Noms, come Pet, altre come la cover dei Failure The Nurse Who Loved Me, costruita su un impianto cameristico, si dimostrano più sperimentali e per certi versi barocche.

## Promozione
L'album è stato pubblicato il 16 settembre 2003 ed ha riscosso presto un buon successo, tanto da raggiungere il 2º posto della classifica Billboard 200 negli Stati Uniti d'America e vendendo oltre 230 000 copie nella prima settimana di pubblicazione. Come singoli sono stati estratti i brani Weak and Powerless, The Outsider e Blue; tutti si sono susseguiti all'interno dell'Alternative Airplay stilata da Billboard e tra questi Weak and Powerless e The Outsider hanno ottenuto un posizionamento anche nella Billboard Hot 100.

## Tracce
Testi e musiche di Billy Howerdel e Maynard James Keenan, eccetto dove indicato.
1. The Package – 7:40
2. Weak and Powerless – 3:15
3. The Noose – 4:53
4. Blue – 4:13
5. Vanishing – 4:51
6. A Stranger – 3:12
7. The Outsider – 4:06
8. Crimes – 2:34 (Billy Howerdel, Maynard James Keenan, Josh Freese, Jeordie White)
9. The Nurse Who Loved Me – 4:04 (Greg Edwards, Ken Andrews) – originariamente interpretata dai Failure
10. Pet – 4:34
11. Lullaby – 2:01
12. Gravity – 5:08 (Billy Howerdel, Maynard James Keenan, Josh Freese, Troy Van Leeuwen, Paz Lenchantin)

Traccia alternativa nell'edizione giapponese
1. The Package (Extended) – 9:23

## Formazione
Hanno partecipato alle registrazioni, secondo le note di copertina:
Gruppo
- Maynard James Keenan – voce
- Billy Howerdel – chitarra, voce, basso (traccia 3)[3]
- Josh Freese – batteria, cori (traccia 10)
- Jeordie Osborne White – basso, cori (traccia 10)

Altri musicisti
- Troy Van Leeuwen – chitarra (tracce 1, 5 e 12)
- Danny Lohner – chitarra (traccia 3)
- The Section Quartet – archi (tracce 6 e 9)
- Jarboe – voce (tracce 3 e 11)
- Devo H. Keenan – cori (traccia 10)
- K. Patrick Warren – strumentazione (traccia 9)
- Jon Brion – strumentazione (traccia 9)

Produzione
- Billy Howerdel – produzione, ingegneria del suono, fotografia aggiuntiva
- Maynard James Keenan – produzione esecutiva, direzione artistica
- Danny Lohner – produzione aggiuntiva (tracce 3, 6, 9 e 10)
- Steve Duda – montaggio digitale
- Andy Wallace – missaggio
- Steven R. Gilmore – direzione artistica, grafica, computer grafica
- Dean Karr – fotografia

## Classifiche

### Classifiche settimanali
| Classifica (2003)          | Posizione massima |
| -------------------------- | ----------------- |
| Australia                  | 3                 |
| Austria                    | 33                |
| Belgio (Fiandre)           | 44                |
| Belgio (Vallonia)          | 32                |
| Canada                     | 1                 |
| Danimarca                  | 24                |
| Finlandia                  | 16                |
| Francia                    | 41                |
| Germania                   | 11                |
| Italia                     | 11                |
| Norvegia                   | 7                 |
| Nuova Zelanda              | 1                 |
| Paesi Bassi                | 17                |
| Portogallo                 | 19                |
| Regno Unito                | 37                |
| Regno Unito (rock & metal) | 2                 |
| Spagna                     | 15                |
| Stati Uniti                | 2                 |
| Svezia                     | 17                |
| Svizzera                   | 77                |

### Classifiche di fine anno
| Classifica (2003) | Posizione |
| ----------------- | --------- |
| Stati Uniti       | 141       |